# Federação Malgaxe de Futebol
A Federação Malgaxe de Futebol (em francês:  Fédération Malagasy de Football, FMF) é o órgão dirigente do futebol no Madagascar, responsável pela organização dos campeonatos disputados no país, bem como da Seleção Malgaxe. Foi fundada em 1961 e afiliada à FIFA desde 1964 e à CAF desde 1963. Ela também é membro da COSAFA. No dia 19 de março de 2008, a FMF foi suspensa pela FIFA, porém, em maio do mesmo ano, a suspensão foi retirada.